# Euclea coriacea
Euclea coriacea är en tvåhjärtbladig växtart som beskrevs av A. Dc. Euclea coriacea ingår i släktet Euclea och familjen Ebenaceae. Inga underarter finns listade i Catalogue of Life.